# Rachenmembran

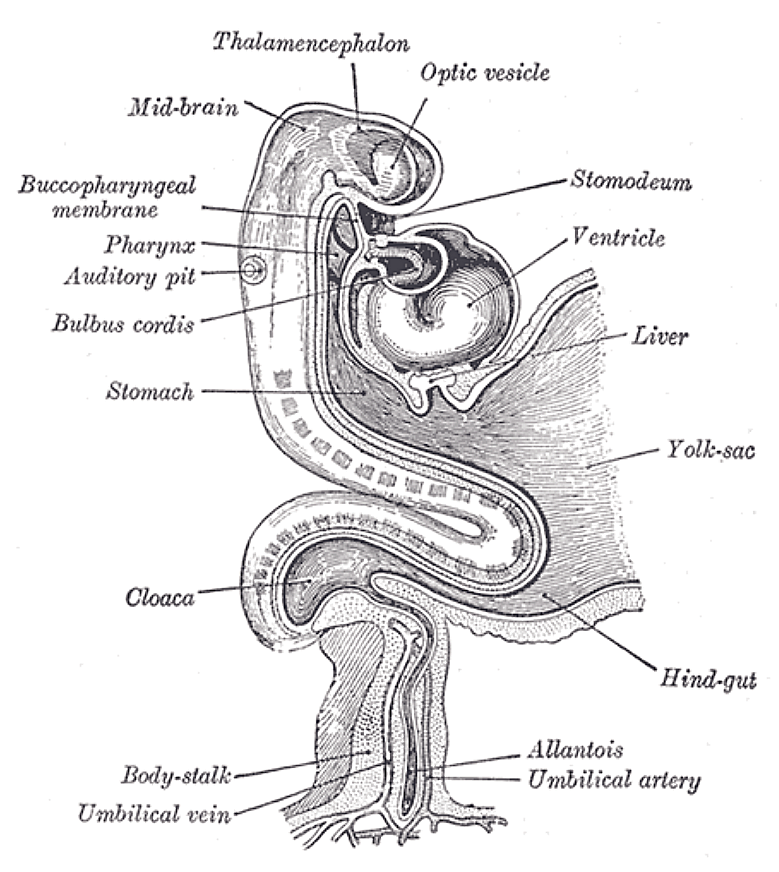
15 Tage alter menschlicher Embryo: Die Rachenmembran ist als Buccopharyngeal membrane bezeichnet.

Die Rachenmembran (Membrana stomatopharyngealis) ist eine zarte Trennwand zwischen Mundbucht und Vorderdarm in der frühen Embryonalentwicklung bei Wirbeltieren. Sie besteht lediglich aus Ektoderm und Entoderm, besitzt also keine mesodermale Zwischenschicht. Sie reißt beim menschlichen Embryo bereits gegen Ende der 3. Woche, womit die Verbindung zwischen Mundhöhle und dem übrigen Verdauungsapparat hergestellt ist.